# Ибрагимов, Муса Исаевич
Муса Исаевич Ибрагимов (род. 28 мая 1996, Красноярск) — российский футболист, полузащитник, нападающий.

## Биография
Начинал играть за красноярский «Енисей», проведя два матча в первой лиге в марте 2016 года; в первой же игре против «Байкал» забил гол. Проведя полгода без клуба, первую половину 2017 года отыграл за клуб второй лиги «Волга» Тверь. Сезон 2017/18 провёл в «Носте». После полугодовой паузы первую половину 2019 года отыграл в любительском клубе «Сатурн-2». Во второй половине 2019 года выступал за команду первой лиги Белоруссии
«Волна» Пинск. В августе 2020 года перешёл в «Химик». Через год оказался в клубе чемпионата Таджикистана «Равшан» Куляб. С марта 2022 года — в команде второй лиги Белоруссии «Велес-2020» Витебск, сыграл два матча в Кубке Белоруссии. С августа 2022 по февраль 2023 — в крымском «Кызылташе», затем перешёл в клуб российской второй лиги «Пересвет», с сезона 20223/24 — в «Композите» Павловский Посад.